# 特魯謝什蒂鄉
47°46′N 27°01′E / 47.767°N 27.017°E
特魯謝什蒂鄉（羅馬尼亞語：Comuna Trușești, Botoșani），是羅馬尼亞的鄉份，位於該國東北部，由博托沙尼縣負責管轄，面積101平方公里，海拔高度80米，2007年人口5,749，人口密度每平方公里57人。